# Lengua aislada

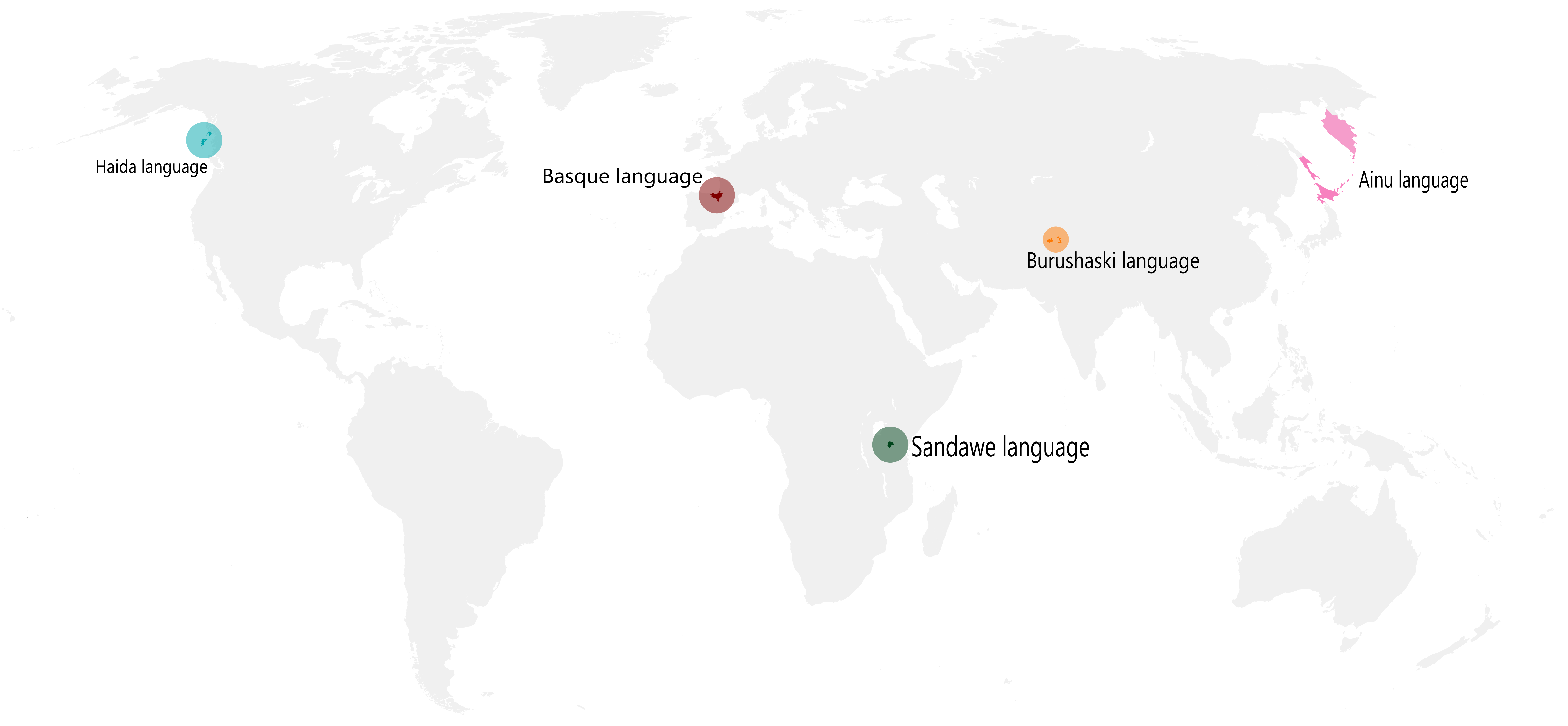
Ubicación de algunas lenguas aisladas relativamente conocidas.

Una lengua aislada es aquella que no tiene un parentesco genealógico o genético con ninguna otra lengua viva o muerta, o cuya relación con otras lenguas no ha sido demostrada. Ejemplos son el vascuence en España y Francia, el coreano en Corea, el ainu en Japón y Rusia, el purépecha y el seri en México, el burushaski en Pakistán, el mapudungun en Chile y Argentina o el antiguo sumerio en Mesopotamia, aunque hay lingüistas que cuestionan su carácter de lenguas aisladas. Algunos idiomas que eran considerados lenguas aisladas han sido reclasificados dentro de una familia lingüística. Es el caso del japonés, anteriormente considerado una lengua aislada y ahora considerado parte de las lenguas japónicas, debido a que las variedades lingüísticas de las islas Ryūkyū antes se consideraban dialectos del japonés pero actualmente son vistas como lenguas independientes (este tipo de situaciones se tratan como lenguas cuasi-aisladas).
Es posible que todas las lenguas naturales desciendan de una única lengua, el idioma protosapiens, lo que impediría la existencia de auténticas lenguas aisladas. De ser cierto, lo que actualmente se consideran lenguas aisladas serían lenguas cuya relación genética no ha sido aún demostrada, por derivar de ramas cuasi-aisladas y que por tanto deben ser consideradas lenguas no clasificadas. Otros lingüistas, en cambio, sostienen que una nueva lengua natural podría surgir de la nada, como el caso mencionado más adelante de la lengua de señas nicaragüense.
Una lengua aislada es de hecho una familia de lenguas con un solo miembro. Lyle Campbell cifra el número de lenguas aisladas conocidas, incluyendo algunas extinguidas, en 129.

## Parentesco
Se dice que dos lenguas están emparentadas cuando mediante los métodos de la lingüística histórica ha podido probarse que tienen un origen filogenético común, y por tanto ambas derivan de una lengua hablada más antigua que por diversificación dio lugar a esas lenguas modernas emparentadas. De hecho, se ha probado que casi todas las lenguas habladas en el mundo pueden ser agrupadas según su origen histórico en un número relativamente pequeño de familias de lenguas emparentadas entre sí. Así, por ejemplo, el español está relacionado con otras lenguas indoeuropeas como el inglés o el hindi derivando todas ellas de una lengua común, llamada a veces protoindoeuropeo. Por otro lado el chino mandarín, el tibetano, el birmano u otras lenguas sino-tibetanas resultaron de la evolución histórica de una lengua común. Según este criterio, una lengua aislada constituye una familia por sí sola, lo que explica el interés excepcional que despiertan entre los lingüistas.
Es posible que todas las lenguas habladas actualmente en el mundo estén relacionadas al descender de una única lengua ancestral (aunque el caso del idioma de señas de Nicaragua sugiere que bajo ciertas circunstancias y estímulos adecuados puede surgir una lengua nueva quasi ex nihilo). Las familias de lenguas establecidas serían en ese caso solamente las ramas superiores del inmenso árbol de todas las lenguas.
Esta es una de las razones por las que se han realizado incontables estudios buscando emparentar estas lenguas. Así, por ejemplo, el euskera ha sido comparado con prácticamente todas las familias de lenguas vivas y muertas, desde el sumerio a las lenguas del sur del Cáucaso sin resultados convincentes. Robert M. W. Dixon por su parte ha aplicado ideas de la teoría de la evolución biológica, en concreto, de la moderna teoría del equilibrio puntuado para explicar por qué aun en el caso de que todas las lenguas estuvieran relacionadas resulta imposible encontrar parentescos reconocibles que vayan mucho más allá de 6000 u 8000 años.

### Establecimiento del parentesco
El único método, universalmente aceptado, para probar el parentesco lingüístico es buscar una lista suficientemente amplia de términos cognados mediante el método comparativo que exhiba correspondencias fonéticas regulares. No existe acuerdo sobre el número mínimo de cognados para dar por establecida una relación genética, aunque la mayoría de familias de lenguas cuentan con alrededor de mil o dos mil cognados (en el caso de las familias mejor conocidas más). En el caso tentativo de las macrofamilias el número de cognados se reduce a unos pocos centenares, muchas veces dudosos y con correspondencias fonéticas poco regulares o criticables.
Un buen número de las lenguas aisladas supuestamente podrían ser el único testimonio de una familia de lenguas más amplia. Por ejemplo, en Europa un gran número de lenguas prerrománicas y pre-indoeuropeas desaparecieron sin dejar documentación. En la cuenca del Amazonas muchas de las lenguas aisladas son habladas por pueblos cazadores-recolectores que frecuentemente ocupan áreas marginales, y han sido desplazado por pueblos de tecnología más avanzada cuyas lenguas pertenecen a alguna de las grandes familias de lenguas amazónicas.
En ambos casos es razonable pensar en una y otra región, las lenguas aisladas documentadas son los supervivientes de familias más amplias, cuyos otros miembros desaparecieron sin dejar testimonio.

### Ejemplos de lenguas aisladas
La consideración de lengua aislada no es exactamente la misma en todos los autores, en general, han llegado a considerarse lenguas aisladas tres tipos de lengua:
1. Una lengua hablada actualmente para la que no existen otras lenguas habladas con la que estén emparentadas.
2. Una lengua hablada para la que no se conoce bien ninguna otra lengua o testimonio fragmentario de otra lengua con la que exista parentesco.
3. Una lengua hablada o muerta para la que no se conocen ningún tipo de parentesco con otra lengua en ninguna medida.

En general los autores más rigurosos con el término lengua aislada reservan el término lengua aislada para el tercero de estas acepciones. A continuación se dan ejemplos de cada una de estas situaciones:
1. El pirahã, lengua indígena de Brasil, es una lengua del primer grupo anterior, ya que es el último superviviente de la familia múra-pirahã.
2. El euskera o vasco moderno, se considera tradicionalmente una aislada aunque solo es aislada en el sentido del segundo grupo, aunque está relacionada con el antiguo aquitano una lengua fragmentariamente atestiguada en inscripciones romanas antiguas, que claramente son una lengua diferente o un estrato antiguo de vasco que muy probablemente no era inteligible con el euskera moderno. En ese sentido el término "aislado" se usa un tanto laxamente aunque sin duda la familia cuasi-aislada vasco-aquitana carece de otros parientes conocidos.
3. En el grupo de lenguas inequívocamente aisladas está el kusunda de Nepal, el zuñi de Estados Unidos, el purépecha y el huave de México que han sido ampliamente estudiadas, se hablan en la actualidad y para las que no se ha podido proponer ningún parentesco razonable.

### Lenguas cuasi-aisladas
En el mundo existen un puñado de grandes familias lingüísticas formadas por centenares o varias decenas de lenguas. Esas grandes familias aglutinan a la mayoría de lenguas del mundo. Sin embargo, existen un buen número de familias menores formadas por entre 2 y 4 lenguas. En ese caso las lenguas de esas familias estrictamente no son lenguas aisladas, aunque su situación respecto a la lingüística histórica es similar a la de las lenguas aisladas. En muchos casos, esas pequeñas familias están formadas por un conjunto de variedades lingüísticas que algunos autores consideran lenguas diferentes y otros consideran como parte de la misma macrolengua. En algunos casos es dudoso si es más conveniente clasificar a esas lenguas como lenguas aisladas (diversificadas dialectalmente) o como familias. Algunos ejemplos de esta situación son:
- El burushaski (Pakistán).
- El vasco-aquitano (Europa).
- El Huaorani (Ecuador).
- El Cholón (Perú).
- El Harakmbet (Perú).
- El Zamuco (Bolivia-Paraguay).
- El Mostén (Bolivia).

## Lenguas aisladas
La cantidad de lenguas aisladas en todo el planeta es elevada, aunque la estimación de su número varía según los autores. Lyle Campbell propone una lista de 129 lenguas, aunque para algunas lenguas de su lista solo se conocen apenas una o dos docenas de palabras, lo cual en general es insuficiente para asegurar con toda confianza que se trata de lenguas aisladas. Las lenguas aisladas a veces son complicadas de discernir de las lenguas no clasificadas, ya que no está definida qué cantidad de léxico es necesaria para asegurar que una lengua está suficientemente bien documentada o no a efectos de parentesco. Por otra parte, algunos autores como Campbell consideran lenguas aisladas a lenguas que otros autores consideran como lenguas emparentadas a familias lingüísticas. En esta sección se dan listas amplias de posibles lenguas aisladas, en lugar de listas escuetas con el fin de asegurar que toda lengua realmente aislada ha sido comentada.

### De África

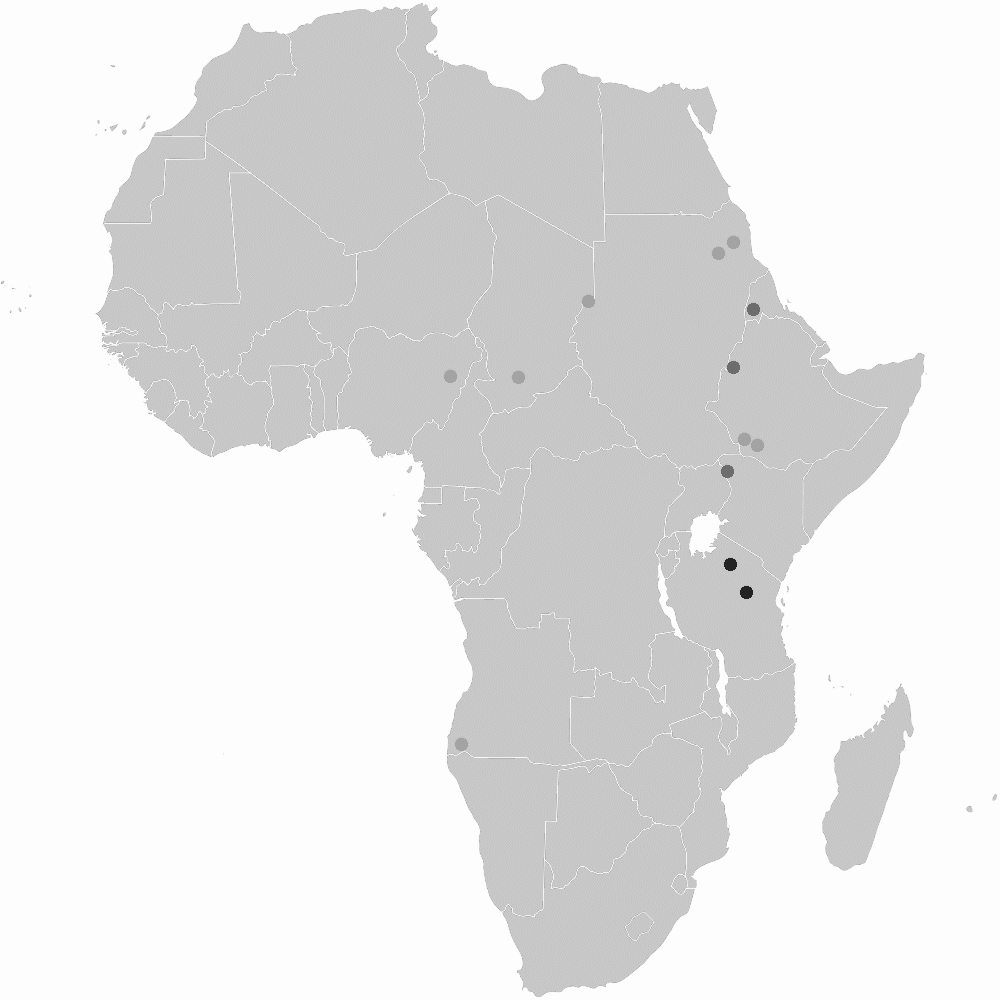
Lenguas aisladas (negro), casi-aisladas (gris oscuro) y de clasificación dudosa (gris claro) de África.

La clasificación de Greenberg de las lenguas africanas autóctonas, divide a estas en cinco grupos principales: lenguas afroasiáticas, lenguas nilo-saharianas, lenguas nigero-congoleñas, lengua khoisanas y lenguas malgaches (este último grupo, parte de las lenguas austronesias, se restringe solo a la isla de Madagascar). Aunque en general se acepta esta clasificación existen algunas dudas sobre la corrección de los límites. Por ejemplo existen dudas sobre la unidad filogenética de las lenguas nilo-saharianas o sobre si algunos de sus subgrupos no son en realidad familias totalmente independientes o lenguas aisladas con influencia de lenguas vecinas pero no emparentadas con las mismas. Muchas de las lenguas que se clasifican como nilo-saharianas son a menudo consideradas como lenguas aisladas. A continuación se presentan las lenguas no-clasificadas o con clasificación más dudosa:
- Lenguas posiblemente khoisanas o tal vez aisladas:

1. Hadza, hablada en Tanzania, para esta lengua no existe una evidencia de parentesco léxica firme, y su inclusión dentro del khoisán se debe a que son lenguas de origen pre-bantú que poseen clics.
2. Sandawe, hablada en Tanzania, el caso de esta lengua es esencialmente el mismo que el anterior, aunque se han aportado algunas evidencias adicionales.
3. Kwadi, hablada en Angola actualmente extinta, a menudo considerada como una lengua khoisán.

- Lenguas posiblemente nigero-congoleñas o tal vez aisladas:

1. Jalaa, hablada en el este de Nigeria, en peligro de desaparición. Posible pertenencia al grupo níger-congo.
2. Laal, hablada en el centro de Chad, a menudo considerada como una lengua Níger-Congo.

- Lenguas posiblemente nilo-saharianas o tal vez aisladas:

1. Mekejir o shabo (a menudo considerada como una lengua nilo-sahariana).
2. Meroítico, lengua muerta hablada en la antigua Meroe (actualmente Sudán), en el reino de Nubia; existen intentos de relacionarla con las lenguas nilo-saharianas.
3. ongota o birale, hablada en Etiopía, prácticamente desaparecida —en el año 2000, solamente se registraron 8 hablantes—. A menudo es considerada como una lengua afroasiática).
4. Berta (o wetamit), hablado en Etiopía.
5. Zaghawa (o beriaa), hablado en Chad y Sudán, para muchos forma parte del sahariano oriental.
6. Kuliak, hablado en Etiopía, podría constituir una familia de lenguas cuasi-aisladas.
7. Kunama, hablado en Uganda, podría constituir una familia de lenguas cuasi-aisladas.
8. Gumuz, hablado en Etiopía, podría constituir una familia de lenguas cuasi-aisladas.

- Lenguas posiblemente afroasiáticas o tal vez aisladas:

1. Beya, hablada en Sudán, Egipto y Eritrea, considerada por algunos una rama independiente del afroasiático, por otros una parte del cushítico, existen muchas dudas sobre su clasificación.
2. Ongota (o Birale), hablada en Etiopía, a menudo considerada como una lengua nilo-sahariana.

### De América

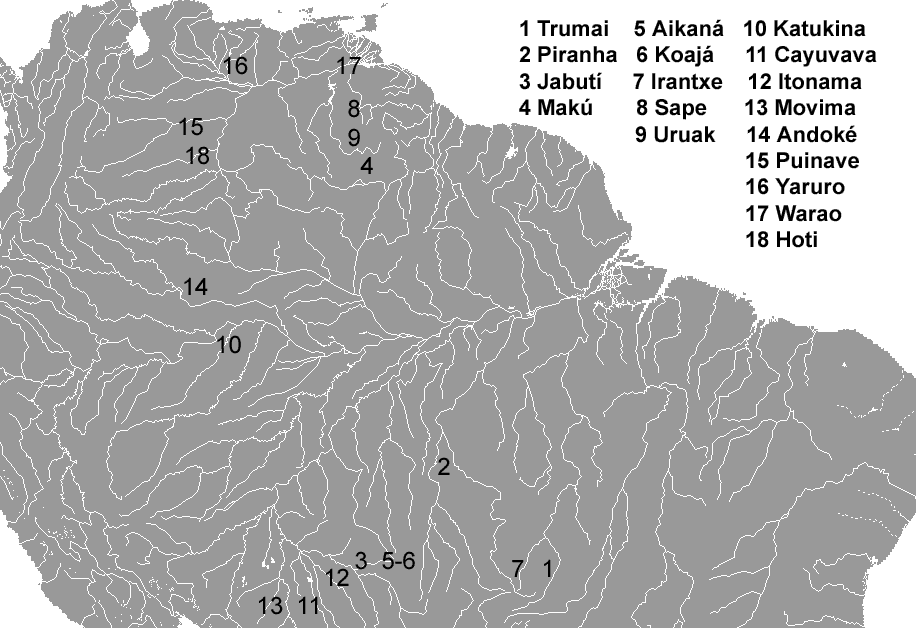
Algunas lenguas aisladas de Brasil, Bolivia, Colombia y Venezuela.

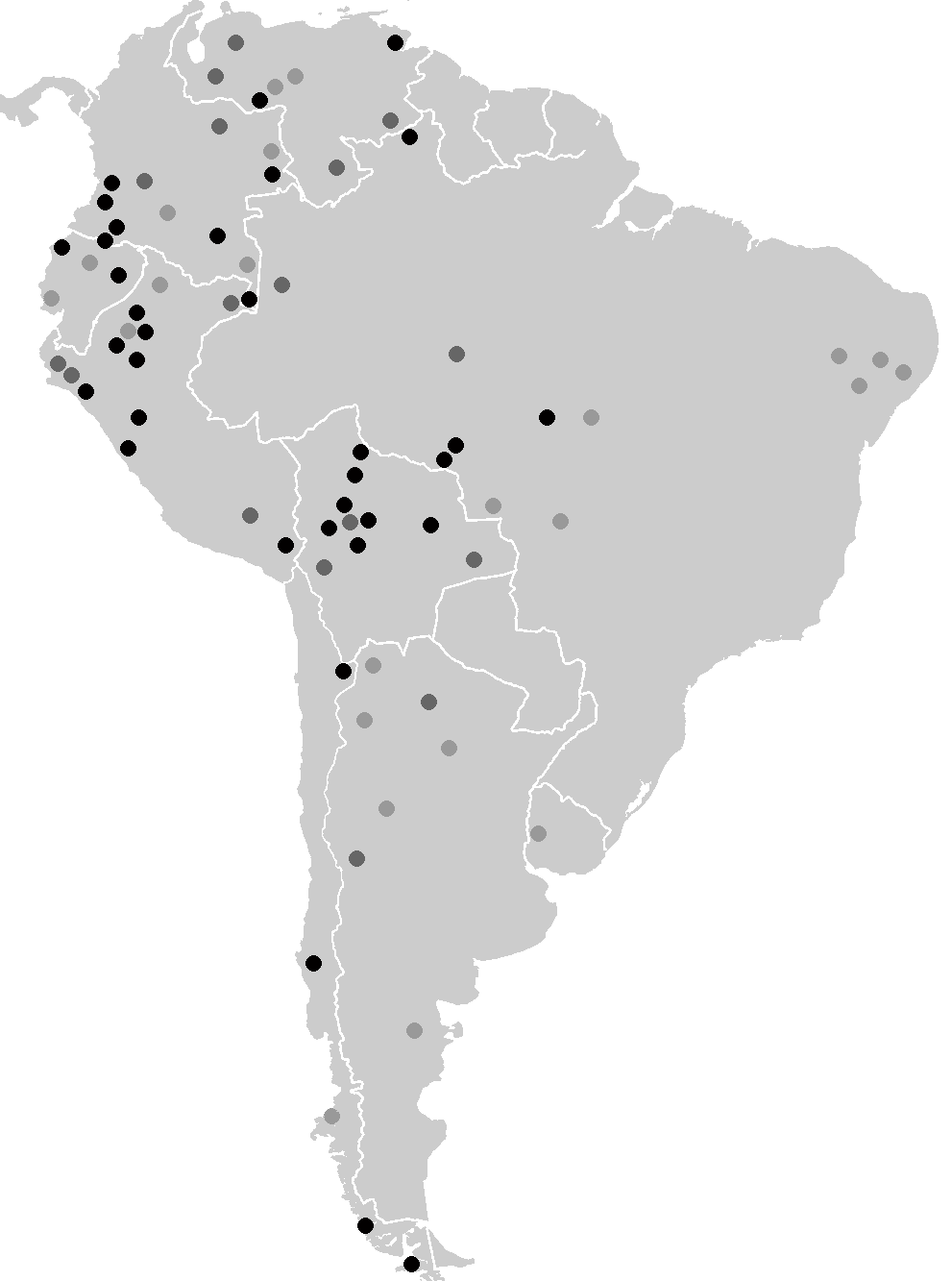
Lenguas aisladas (negro), casi-aisladas (gris oscuro) y de clasificación dudosa (gris claro) de América del Sur.

América es el continente donde se registran más lenguas aisladas. Esto está en consonancia con la mayor diversidad lingüística encontrada en este continente. Además, existe un gran número de pequeñas familias (lenguas cuasi-aisladas) que si bien tienen parientes cercanos cuya diversificación parece reciente, no han podido verificarse parentesco con alguna de las familias mayores y antiguas. Un último factor importante en América es que la rápida colonización por parte de los europeos hizo desaparecer prematuramente un buen número de lenguas, de las que muchas veces existe muy poca documentación (frecuentemente una breve lista de vocabulario) a partir de la cual resulta difícil verificar adecuadamente parentescos con otras lenguas.

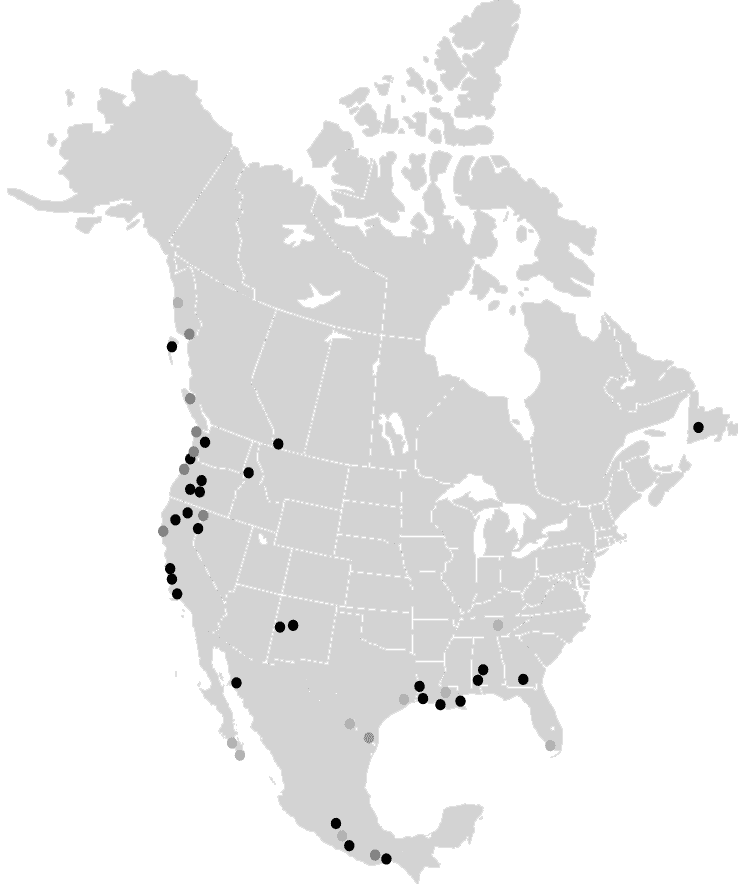
Lenguas aisladas (negro), casi-aisladas (gris oscuro) y de clasificación dudosa (gris claro) de Canadá, Estados Unidos y México.

- América del Norte y Centroamérica (Canadá, Estados Unidos, México, etc.)

Lenguas aisladas (de norte a sur y de oeste a este):
1. Haida
2. Kutenai
3. Siuslaw (†)
4. Takelma
5. Klamath-modoc
6. Molala (†)
7. Cayuse (†)
8. Karuk
9. Chimariko (†)
10. Yana (†)
11. Washo
12. Esselen (†)
13. Salinero (†)
14. Keres
15. Zuñi
16. Tónkawa (†)
17. Karankawa (†)
18. Coahuilteco (†)
19. Atákapa (†)
20. Chitimacha
21. Tunica (†)
22. Natchez
23. Timucua (†)
24. Yuchi
25. Beothuk (†)
26. Seri
27. Huave
28. Purépecha
29. Cuitlateco (†)

Lenguas cuasi-aisladas:
1. Alsea (†)
2. Tsimishian
3. Chimaku
4. Wakash
5. Coos (†)
6. Palaihnih
7. Yuki-wappo
8. Shasta
9. Chumash (†)
10. Xinca (†)

Lenguas de clasificación dudosa:
1. Tlingit (ND?)
2. Adai (†)
3. Alagüilac (†)
4. Aranama-Tamique (†)
5. Solano (†)
6. Cotoname (†)
7. Tlapaneco(OM?)
8. Naolano (†)
9. Maratino (†)
10. Guaicura (†)
11. Pericú (†)

- América del Sur:

Lenguas aisladas:
1. Aikaná
2. Andaquí (†)
3. Andoque
4. Camsá
5. Canichana (†)
6. Cayubaba (†)
7. Chiquitano
8. Cofán
9. Culli (†)
10. Esmeraldeño (†)
11. Hoti
12. Huaorani
13. Irantxe
14. Itonama
15. Kanoê
16. Kawésqar
17. Kunza (†)
18. Koaiá (kwazá)
19. Leko (†)
20. Mapudungun
21. Mochica (†)
22. Movima
23. Muniche (†)
24. Paez
25. Puelche (†)
26. Puquina (†)
27. Taushiro (†)
28. Tequiraca (†)
29. Ticuna
30. Trumaí
31. Tuxá (†)
32. Uranina
33. Warao
34. Yagán (†)
35. Yaruro
36. Yuracaré
37. Yurumanguí (†)

Lenguas cuasi-aisladas:
1. Arutani-Sapé
2. Betoi (†)
3. Harákmbut
4. Huarpe (†)
5. Candoshi-chirino
6. Katukina
7. Charrúa (†)
8. Lule-Vilela
9. Mura-Pirahã
10. Mosetén
11. Peba-Yagua
12. Sec-Catacao (†)
13. Timote-Cuica (†)
14. Tinigua-Pamigua (†)
15. Uru-Chipaya
16. Yanomami
17. Zamuco

Lenguas de clasificación dudosa:
1. Aguano (†)
2. Baenã (†)
3. Borôro (MG?)
4. Cacán (†)
5. Comechingón (†)
6. Chacha (†)
7. Chono (†)
8. Copallén (†)
9. Fulnió (MG?)
10. Gorgotoqui (†)
11. Guamo (†)
12. Guató (MG?)
13. Huancavilca (†)
14. Humahuaca (†)
15. Kambiwá (cambioá) (†)
16. Kukurá (?)
17. Maku (†)
18. Matanawí (Mura?,†)
19. Ofayé (MG?)
20. Omurano (†)
21. Oti (†)
22. Otomaco (†)
23. Pankararú (†)
24. Panzaleo (†)
25. Puinave (Makú)
26. Purí (MG?,†)
27. Ramanos (†)
28. Rikbaktsá (MG?)
29. Sacata (†)
30. Sanavirón (†)
31. Tabancale (†)
32. Tarairiú (†)
33. Yarí
34. Yurí

### De Asia
En Asia se distinguen:
- Lenguas aisladas de Oriente Medio, para las que se cuenta con material suficiente pero se consideran aisladas por falta de lenguas con qué compararlas (podrían haber contado con lenguas emparentadas que no llegaron a ser registradas por escrito) estas lenguas son: 
  - Elamita (lengua muerta hablada en el imperio Elamita; algunas teorías la relacionan con la lenguas dravídicas)
  - Sumerio (lengua muerta hablada en el imperio del antiguo Sumer)
- Lenguas vivas que han sido comparadas ampliamente y para la que no se han encontrado parentescos aceptables:
  - Coreano, se han propuesto una posible relación con el japonés y también existen discusiones sobre su pertenencia a la familia altaica, todas ellas poco claras y muy discutidas, por lo que en general se sigue considerando una lengua aislada.
  - Japonés, que actualmente comprende en realidad un conjunto de lenguas estrechamente relacionadas, que derivarían del proto-japónico, que sí podría ser una lengua aislada (aunque se ha tratado de relacionar con la lengua propia del antiguo reino de Koguryŏ, en Manchuria).
  - Burushaski, conjunto de hablas emparentadas, consideradas a menudo como variantes de una misma lengua aislada oriunda del norte de Pakistán.
  - Kusunda, lengua amenazada de Nepal occidental.
  - Nahali (lengua en peligro de desaparición)
  - Shompen, lengua de la isla Gran Nicobar.
- Lenguas paleosiberianas genuinamente aisladas:
  - Ket o yeniseianas no existen parientes vivos. Lengua de las llamadas paleosiberianas.
  - Nivj o Gilyak (lengua de las llamadas paleosiberianas)
  - Ainu, lengua hablada en la isla japonesa de Hokkaidō y actualmente en peligro de desaparición. Presenta similitudes tipológicas con las lenguas altaicas.
- Algunas pequeñas familias, que no han podido relacionarse con familias de lenguas más grandes son:
  - Yucaguir, (lengua de las llamadas paleosiberianas)
  - Chukotko-Kamchadka, (lenguas de las llamadas paleosiberianas)

### De Australia y Nueva Guinea
Papúa-Nueva Guinea es probablemente la región lingüísticamente más diversa del planeta, y las clasificación de las lenguas de Papúa todavía es preliminar y necesita ser estudiada con mayor profundidad, por esa razón muchas de las lenguas papúes hasta donde se conocen parecen lenguas aisladas, aunque posteriores trabajos basados en el método comparativo pueden llevar e relacionar estas lenguas aisladas con otras de las familias papúes identificadas. Para Nueva Guinea y las regiones adyacentes Campbell propone la siguiente lista de lenguas aisladas:
1. Abinomn (Papúa indonesia)
2. Abun (Papúa indonesia)
3. Anêm (Nueva Bretaña)
4. Busa (Odiai), (Nueva Guinea)
5. Elseng (Papúa indonesia)
6. Hatam (Papúa indonesia)
7. Isirawa (Papúa indonesia)
8. Kol (Nueva Bretaña)
9. Kuot (Panaras) (Nueva Irlanda)
10. Massep (Papúa indonesia)
11. Mpur (Papúa indonesia)
12. Pele-Ata (Wasi) (Nueva Bretaña)
13. Pyu (Nueva Guinea)
14. Sulka (Nueva Bretaña)
15. Taiap (Gapun) (Papúa Nueva Guinea)
16. Yalë (Nagatman) (Nueva Guinea)
17. Yawa (dos lenguas?) (Nueva Guinea)
18. Yele (Papúa Nueva Guinea)
19. Yuri (Karkar) (Nueva Guinea)

Similarmente, para las lenguas de Australia se han propuesto un número elevado de familias algunas de las cuales necesitan un mayor estudio interno, y es posible que un trabajo más amplio encuentre parentesco entre las familias preliminarmente identificadas. Las lenguas de Tasmania en la actualidad están extintas y fueron poco documentadas y existen dudas incluso sobre su número exacto y las relaciones que pudieron existir entre ellas. Campbell (2010) propone la siguiente lista de lenguas australianas aisladas:
1. Enindhilyagwa (Andilyaugwa)
2. Kakadju (Gaagudu)
3. Laragiya (†)
4. Minkin (†)
5. Ngurmbur (†)
6. Tiwi
7. Umbugarla

### De Europa

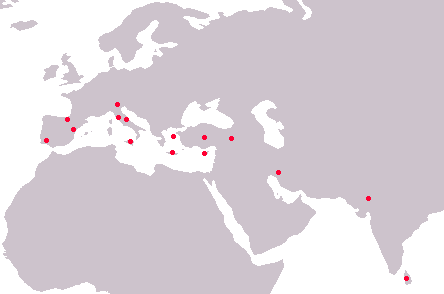
Localización de las lenguas preindoeuropeas documentadas.

Los ejemplos no discutidos de lenguas aisladas de Europa se refieren todos a lenguas extinguidas, quitando el euskera, para las cuales existe una cierta cantidad de evidencia epigráfica o toponímica insuficiente para poder siquiera estudiar su parentesco:
- Ibérico, lengua muerta paleohispánica que todavía no ha sido traducida o interpretada (ver desciframiento).
- Tartésico, lengua muerta paleohispánica que todavía no ha sido adecuadamente interpretada.
- Picto, lengua muerta de Escocia, que sobrevivió hasta el siglo VIII.
- Minoico, lengua muerta de la isla de Creta usado por los minoicos, lengua testimoniada en topónimos, inscripciones en lineal A y préstamos al griego.
- Eteocretense, lengua muerta utilizada por un sector de la zona oriental de la isla de Creta en época histórica, posiblemente emparentada con la anterior.
- Eteochipriota, lengua muerta de la isla de Chipre.
- Nurago o paleosardo, lengua muerta de la isla de Cerdeña hablada antes del siglo III a. C., testimoniada solo en la toponimia y como substrato del sardo.

Los casos más frecuentemente citados de lenguas aisladas de Europa, son ahora dudosos como lenguas aisladas, ya que existe cierta evidencia de que existieron lenguas relacionadas:
- Etrusco, lengua muerta del centro de Italia, aunque se ha apuntado que podría estar emparentado con el rético.
- Euskera (descendiente, al igual que la lengua aquitana, del norte de los Pirineos, del idioma protovasco). Se ha sugerido su relación con el íbero, especialmente sobre la base de la toponimia comparada, si bien el desconocimiento de este idioma hace difícil su comprobación.

### Lengua aislada lingüísticamente y lengua aislada geográficamente
No se debe confundir el concepto de lengua aislada con una lengua que está aislada, bien porque tiene poco contacto con otras culturas (como el idioma rapanui de la isla de Pascua) o bien porque está muy alejada de otras lenguas relacionadas (como es el caso de la lengua malgache de Madagascar cuyos parientes más próximos se encuentran en el Sudeste Asiático).